# Золотомушкові
Золотомушкові (Regulidae) — родина горобцеподібних птахів, що складається із двох родів: золотомушка (Regulus) і рубіновочуба золотомушка (Corthylio). 
В Україні гніздяться два види родини: золотомушка жовточуба (Regulus regulus) і золотомушка червоночуба (Regulus ignicapillus).

## Поширення та місця існування
Поширені в Євразії та Центральній Америці, Північній Африці (у межах північної півкулі). Населяють переважно хвойні рівнинні ліси та гірські зарості кущів.

## Морфологічні ознаки
Довжина тіла 8—12 см, маса 5—8 г. Забарвлення має оливково-сірі або рудувато-сині відтінки; статевий диморфізм виражений не у всіх. Дзьоб тонкий і короткий, з невеликим гачком на кінці. Ніздрі прикриті дрібним пір'ям або шкіряною складкою. Ноги та пальці тонкі, з вигнутими кігтями та пристосовані для пересуванню по рослинності. Крила короткі та заокруглені, мають 10 махових. Хвіст з невеликою вирізкою, з 12 стернових пір'їн, за довжиною дорівнює крилу. Оперення м'яке. Повне линяння 1 раз на рік, після завершення сезону розмноження.

## Походження та систематика
Серед дослідників відсутній консенсус щодо систематичного положення родини в ряді Горобцеподібних. Частина трактує їх як відособлену родину (а іноді навіть як надродину) в складі інфраряду Passerida, інші ж відносять їх до парворяду Muscicapida, разом із надродинами Certhioidea, Muscicapoidea, Bombycilloidea.
Ймовірний центр походження золотомушок — помірні широти Євразії. Раніше до родини Жовтомушкових відносили 3 роди: Regulus, Lophobasileus та Leptopoecile. Згодом тривалий час родину вважали монотиповою з родом Regulus, однак сьогодні золотомушку рубіновочубу виокремлюють у відновлений рід Corthylio.
Родина Золотомушкових включає 2 роди:
- Рід Corthylio
  - Золотомушка рубіновочуба (Corthylio calendula) (Linnaeus, C 1766)[2]

- Рід Золотомушка (Regulus)
  - Золотомушка тайванська (Regulus goodfellowi) Ogilvie-Grant, 1906
  - Золотомушка червоночуба (Regulus ignicapillus) (Temminck, 1820) — в Україні осілий, кочовий, перелітний птах, занесений до Червоної книги України
  - Золотомушка мадерійська (Regulus madeirensis) (Harcourt, 1851)
  - Золотомушка жовточуба (Regulus regulus) (Linnaeus, 1758) — в Україні осілий, кочовий, перелітний птах
  - Золотомушка світлоброва (Regulus satrapa) (Lichtenstein, 1823)

Крім того канарську золотомушку (Regulus regulus teneriffae) деякі автори вважають окремим видом Regulus teneriffae. Також, з ранньоплейстоценових відкладень Болгарії, що датуються віком 2,6-1,95 млн років, описано викопний вид Regulus bulgaricus.